# Michael Pollard
Michael Pollard es un jinete estadounidense que compitió en la modalidad de concurso completo. Ganó una medalla de oro en los Juegos Panamericanos de 2011, en la prueba por equipos.

## Palmarés internacional
| Juegos Panamericanos | Juegos Panamericanos | Juegos Panamericanos | Juegos Panamericanos |
| Año                  | Lugar                | Medalla              | Categoría            |
| -------------------- | -------------------- | -------------------- | -------------------- |
| 2011                 | Guadalajara (México) | Medalla de oro       | Por equipos          |